# William Hepworth Thompson
Pour les articles homonymes, voir William Thompson.
William Hepworth Thompson, né le 27 mars 1810 à York et mort le 1er octobre 1886 à Cambridge, est un érudit classique britannique et maître du Trinity College de Cambridge.

## Biographie
Thompson est né à York et fait ses études privées dans le Buckinghamshire avant d'entrer au Trinity College de Cambridge en 1828.
Diplômé BA en 4e classique en 1832, il devient Fellow de Trinity en 1834. En 1853, il est nommé professeur de grec (auquel est alors pour la première fois rattaché un poste de chanoine de la cathédrale d'Ely), et en 1866 maître du Trinity College. Toujours en 1866, il épouse Frances Elizabeth, fille de William Selwyn, veuve de George Peacock. À l'exception de l'année 1836, où il est directeur d'une école nouvellement créée à Leicester, sa vie se partage entre Cambridge et Ely. Thompson meurt à Cambridge, à la Master's Lodge, vingt ans après avoir été nommé Maître.
Thompson succède à William Whewell comme maître et pendant les vingt années de sa maîtrise , il participe activement à la suppression des épreuves (notamment les épreuves religieuses obligatoires) et à la réforme des études universitaires et des statuts des collèges.
Les efforts de Thompson et d’autres jouent un rôle important dans la transformation du Trinity College et de l’Université de Cambridge en institutions plus méritocratiques.
En tant qu'érudit, Thompson consacre presque entièrement son attention à Platon ; et ses Phèdre (1868) et Gorgias (1871), avec des introductions restées dans les éditions anglaises standard de ces deux dialogues pendant plus de quarante ans.